# Boleslas de Cujavie
Pour les articles homonymes, voir Boleslas.
Boleslas de Cujavie (en polonais Bolesław Mieszkowic ou Bolesław Kujawski), de la dynastie des Piasts, est né en 1159 et décédé le 13 avril 1195. Il est le fils de Mieszko III le Vieux et de sa seconde épouse Eudoxia de Kiev.
Il a été duc de Cujavie de 1186 (ou 1194) à 1195.

## Biographie
Dès sa naissance, Boleslas est désigné comme principal successeur de son père en Grande-Pologne. En 1173, il remplace son père en Grande-Pologne quand celui devient duc de Pologne à la suite du décès de Boleslas IV le Frisé et qu'il monte sur le trône de Cracovie.
En 1177, une révolte de la noblesse de Petite-Pologne chasse Mieszko de son trône. Casimir II le Juste lui succède à Cracovie. Odon s’était joint à la révolte contre son père qu’il accusait de vouloir favoriser les enfants de son second mariage avec Eudoxia. Il voulait obtenir le duché de Grande-Pologne par la force. En 1179, Mieszko est obligé de s’enfuir de Grande-Pologne en compagnie de Boleslas et de ses deux jeunes frères, Mieszko le Jeune et Ladislas III aux Jambes Grêles. Ils trouveront refuge en Poméranie.
En 1181, Mieszko III le Vieux attaque la Grande-Pologne avec l’aide des Poméraniens et oblige son fils aîné Odon à lui rendre la Grande-Pologne avec Poznań. Il ne laisse à Odon que le sud de la Grande-Pologne et commence à manœuvrer pour récupérer le trône de Cracovie pour les siens.
En 1190, profitant d’un long voyage de Casimir dans la Rus' de Kiev, le gouverneur de Cracovie s’empare de la ville et place Mieszko III le Vieux sur le trône. Mieszko ne s’installe pas à Cracovie et délègue ses pouvoirs à un de ses fils, sans doute Boleslas. L’année suivante, Casimir revient en Pologne et reprend facilement Cracovie avec l’aide de la Rus' de Kiev. Boleslas, si c’est bien lui le fils de Mieszko qui exerçait le pouvoir à Cracovie, est emprisonné avant d’être rapidement libéré.
Le 4 mai 1194, pendant un banquet, mort inopinée de Casimir II le Juste, sans doute par un empoisonnement. Il laisse de très jeunes héritiers, Lech le Blanc et Conrad Ier de Mazovie. Mieszko III le Vieux y voit une bonne occasion de reprendre le pouvoir. Mieszko III s’empare de la Cujavie qu’il offre à son fils Boleslas qui devient duc de Cujavie (Selon certaines sources, Boleslas aurait reçu la Cujavie en 1186).
Le 13 septembre 1195, à la tête d’une armée composée d’hommes venant de Grande-Pologne et de Cujavie, Mieszko III le Vieux et son fils Boleslas affrontent les partisans de Lech le Blanc et Conrad Ier de Mazovie (bataille de la Mozgawa). Boleslas de Cujavie est tué au combat. Il a probablement été inhumé à la collégiale Saint Paul de Kalisz.

## Mariage et descendance
Vers 1187/89, Boleslas épouse Dobroslawa, une princesse de Poméranie. Leur descendance n'est pas connue avec certitude, mais ils auraient eu au moins trois filles :
- Eudoxia (Audacia) (v. 1190/95 – 1270), mariée en 1208 à Henri Ier de Schwerin ;
- Wierzchosława (av. 1195 – v. 1212), nonne à Strzelno ;
- (Dobroslawa?) (née posthume ? av. 1196 – ap. 1249/53), mariée en in 1210/15 à Jaczo Ier de Gützkow.